# Las Palmas (gebouw)
Las Palmas is een voormalig werkplaatsengebouw in Rotterdam (Wilhelminapier) van de rederij Holland Amerika (Holland-Amerika Lijn), gebouwd tussen 1951 en 1953 naar een ontwerp van het Rotterdamse architectenbureau Van den Broek en Bakema (1910-1985).

## Ontstaan
Tijdens het bombardement van Rotterdam in de Tweede Wereldoorlog werd ook een groot deel van de Wilhelminakade getroffen. Na de oorlog gaf de rederij Holland Amerika opdracht voor nieuwbouw van haar panden. Een aankomsthal en loodsen waren het resultaat. Het laatste van deze wederopbouwpanden van de rederij was het werkplaatsengebouw. Dit gebouw, bekend als Las Palmas, werd in 1953 in gebruik genomen. Naast werkplaatsen voor vervaardiging van scheepsonderdelen huisvestte het gebouw ook opslagplaatsen.

## Te koop
Het hoofdkantoor van de Holland-Amerika Lijn verhuisde in 1977 naar Seattle aan de Amerikaanse westkust. De rederij organiseerde na de opkomst van het massavervoer per straalvliegtuig vooral cruises met Amerikaanse passagiers, daarom was Amerika een betere vestigingsplek. In 1984 stond het oude hoofdkantoor, tegenwoordig bekend als Hotel New York, aan de Wilhelminakade te koop. Veel andere panden van de Holland Amerika Lijn zijn aanvankelijk door de gemeente Rotterdam aangekocht. Las Palmas is jarenlang als opslagruimte gebruikt.

## Renovaties
Vanaf 2001 - tijdens Rotterdam 2001, Culturele hoofdstad van Europa - werden delen van Las Palmas in gebruik genomen als tentoonstellingsruimte. Een jaar later opende Club Las Palmas de deuren voor feesten met internationaal en nationaal bekende deejays. In 2005 sloot de club vanwege een grootschalige renovatie en verbouwing van het gebouw onder directie van Benthem Crouwel Architecten. In 2007 vond de heropening plaats door Koningin Beatrix. In 2007 vestigden er zich onder meer het Nederlands Fotomuseum (dat in 2025 verhuist naar voormalig pakhuis Santos aan de Rijnhaven) en het toenmalige visrestaurant van chef-kok Herman den Blijker (op welke locatie tegenwoordig een ander restaurant is gevestigd). De voormalige tentoonstellings- en clubruimte doet onder de naam LP2 dienst als multifunctionele evenementenlocatie.
Bovenop is in 2008 een opvallend penthouse geplaatst, op dunne kolommen, waardoor het lijkt te zweven. De tussenruimte is genoeg om onder te staan of te lopen. Het oude dak is hierdoor gedeeltelijk overdekt.
Eigenaar het van pand is het in Antwerpen gevestigde Buysse & Partners Smart Assets.